# Крупен
Кру́пен (болг. Крупен) — село в Добрицькій області Болгарії. Входить до складу общини Каварна.

## Населення
За даними перепису населення 2011 року у селі проживали 42 особи.
Національний склад населення села:
| Національність   | Кількість осіб | Відсоток |
| ---------------- | -------------- | -------- |
| болгари          | 33             | 78,6%    |
| цигани           | 9              | 21,4%    |
| турки            | 0              | 0%       |
| інша             | 0              | 0%       |
| не визначились   | 0              | 0%       |
| Всього відповіли | 42             |          |

Розподіл населення за віком у 2011 році:
Динаміка населення: